# Barthélémy Louis Joseph Lebrun

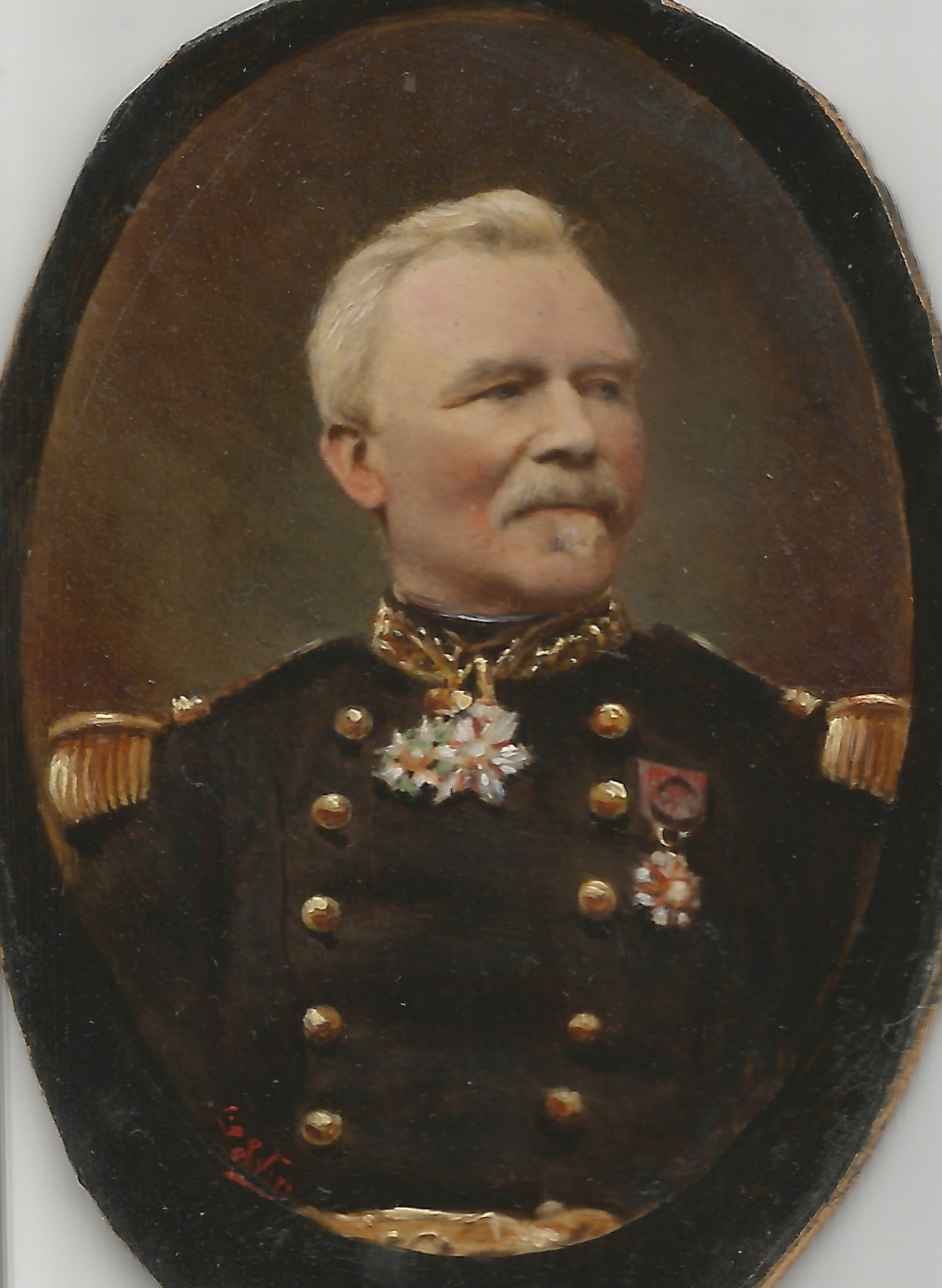
Barthélémy Louis Joseph Lebrun

Barthélémy Louis Joseph Lebrun (* 22. Oktober 1809 in Landrecies, Département Nord; † 6. Oktober 1889 in Paris) war ein französischer General.

## Leben
Lebrun wurde Offizier, nachdem er 1829 die Militärschule Saint-Cyr und 1832 die Generalstabsschule besucht hatte. Er nahm mit Auszeichnung an den Feldzügen in Afrika und am Krimkrieg teil. Er wirkte 1857 in Kabylien und 1859 in Italien als Generalstabschef Mac-Mahons, wurde 1859 zum Brigadegeneral und 1860 zum Generalstabschef der Garde ernannt. 1866 machte man ihn zum Général de division und 1869 wurde er schließlich Adjutant von Kaiser Napoleon III.
Im Juni 1870 wurde Lebrun nach Wien entsandt, um über einen gemeinsamen französisch-österreichischen Kriegsplan gegen Preußen zu beraten. Während des Deutsch-Französischen Krieges 1870/71 befehligte er das 12. Armeekorps, nahm teil an der Schlacht bei Sedan und geriet in preußische Kriegsgefangenschaft. Von 1873 bis 1879 war er Kommandant des 3. Armeekorps in Rouen und nahm danach seinen Abschied.
Barthélémy Louis Joseph Lebrun starb am 6. Oktober 1889 in Paris.